# 東海 (藝人)
李東海（羅馬化：Lee Dong-hae，1986年10月15日—），韓國男歌手、演員及詞曲作家，為韓國男子團體Super Junior及子團Super Junior-M、Super Junior-D&E的成員，在隊內擔任領唱、副饒舌及領舞。2001年，在SM Auditon選拔會獲得全場大賞並簽約韓國SM娛樂有限公司。2005年，隨組合Super Junior正式出道。

## 練習生生活
2001年，东海参加第3届SM Auditon青少年Best选拔大会并获得最佳外貌赏及全场大赏，签约SM娛樂，随后历经5年的练习生涯，期间以专业舞蹈功底入选舞蹈A班。
SM娛樂曾經打算讓東海與利特以5人組合《Smile》出道，後來卻因世界盃足球賽而擱置出道計劃。
2005年11月6日以Super Junior成員身份正式出道。

## 演藝生涯
2005年，東海作为Super Junior组合成员出道，并在音乐节目《人气歌谣》中以出道曲《Twins (Knock Out)》初次登台。随后，先后主演了宝儿《Key Of Heart》及少女时代《Kissing You》的音乐录影带。
2007年，Super Junior全体成员主演的青春搞笑推理电影《花美男连锁恐怖事件》在韩国上映，东海在電影中饰演舞蹈社成员及侦探。同年，Super Junior发行第二张韩语专辑《Don't Don》，收录东海参与作词的歌曲《I am》。
2008年，与组合成员组成的Super Junior-M在中国出道，并发行首张国语专辑《迷 (Me)》。
2009年，相继主演了林依晨《萤火虫》及张力尹《晴天，雨天》的音乐录影带；年底，随组合凭借第三张专辑《Sorry, Sorry》首次获得韩国金唱片大赏的唱片大赏、唱片本赏和人气奖。
2010年5月13日，Super Junior发行第四张韩语专辑《Bonamana》，收录由东海谱曲的作品《A Short Journey》。同年，东海为韩国综艺节目《强心脏》创作并演唱同名主题曲。年底，東海开始逐步进入影视圈，出演電視劇《沒關係，爸爸的女兒》在剧中饰演富责任感的诚实青年崔旭基，並创作及演唱插曲《像现在一样》。
2011年8月3日，Super Junior发行第五张韩语专辑《Mr. Simple》及後續专辑《A-CHa》，收錄东海的创作曲《Y》及《Oops!!》，同年12月，東海與同隊成員銀赫組成子組合Super Junior Donghae & Eunhyuk，并发行首张韩语单曲《Oppa,Oppa》，收录东海创作曲《First Love》。此外，由東海及始源主演的愛情勵志劇《華麗的挑戰》首播；東海在剧中饰演离开故乡追寻梦想的创作型歌手不破尚，并演唱主题曲《华丽的独秀》及片尾曲《这是爱》。年底，随组合凭专辑《Mr. Simple》首次获得Mnet亚洲音乐大奖年度专辑大奖、最佳男子组合奖及人气奖，並获颁金唱片大赏及首尔歌谣大赏的唱片大赏。
2012年，主演浪漫喜劇《熊貓小姐和刺蝟》，在剧中饰演外表强势内心脆弱的糕点师高胜志，并演唱主题曲《Please Don't》及插曲《Don't go》。7月4日，Super Junior发行第六张韩语改版专辑《Spy》，收录了东海的创作曲《Only U》及《Haru》；东海还与同公司的六位歌手组成S.M. The Performance，在SBS歌谣大战上合作发行韩语单曲《Spectrum》；同年，所属组合凭借第六张专辑《Sexy, Free & Single》赢得金唱片大赏唱片大赏及Mnet亚洲音乐大奖年度专辑大奖。
2014年，Super Junior-D&E发行首张日语专辑《Ride Me》，获日本Oricon排行榜日榜第一位，随后在日本9个城市举行共22场巡演。由東海主演的電視劇《神的測驗4》及電影《少年輕狂：傳聞》相繼上映，東海分別在劇中飾演对工作认真负责的法医学研究员韩时宇及遭同侪欺负的帅气学生会会长李正宇。9月1日，Super Junior发行第七张韩语专辑《Mamacita》，收录东海的创作曲《Shirt》。
2015年，Super Junior-D&E发行首张韩语迷你专辑《The Beat Goes On》，主打曲《Growing Pains》、《Mother》、《1+1=Love》、《Still You》及《Love That I Need》為东海的原创曲。7月16日，Super Junior发行出道十周年特别专辑《Devil》，收录了东海的创作曲《Don't Wake Me Up》及《Alright》在内的十首作品。同年，東海及朴信惠主演由樂天免稅店製作的微電影《旅行是詩作》。東海於2015年10月15日以義務警察身份現役入伍，服役21個月。
2017年，东海退伍并回归歌坛，所属组合第八张专辑《Play》在11月6日發行，收录了东海的创作曲《One More Chance》；年末，为豪华汽车品牌凯迪拉克创作歌曲《Perfect》。
2018年，参与所属组合的真人秀節目《SUPER TV》。8月20日，以文化界名人、摄影师的身份出席Cadillac House Seoul活动，并展出其在纽约拍摄的摄影作品，该摄影展由凯迪拉克韩国和徕卡联合举办。
2020年，東海發行個人首支單曲《Harmony》，由东海亲自操刀制作、词曲創作及编曲，是一首融入和声演唱的“Black Gospel”类型的福音音乐，由嘻哈歌手BewhY参与合唱。
2022年八月，宣布出演《哦！英心》，於劇中飾演男主角王景泰，是東海睽違多年再次出演電視劇拍攝。

## 個人生活

### 當兵服役
2015年10月15日，东海以义务警察身份现役入伍，在忠清南道论山陆军训练所接受基础军事训练；同年11月12日，从论山军事训练所毕业后被分配到首尔以义务警察身份继续服役。2017年7月14日，东海退伍。

## 音樂作品
所屬團體的音樂作品，請參閱Super Junior音樂作品列表

### 個人單曲專輯
| 單曲 | 單曲資料                                                    | 曲目                                                                              |
| 1st  | 《HARMONY》 - 發行日期：2020年2月23日 - 語言：韓語          | 曲目 1. HARMONY (Feat. BewhY)                                                     |
| 2nd  | 《California Love》 - 發行日期：2021年10月13日 - 語言：韓語 | 曲目 1. California Love (Feat. Jeno of NCT) 2. Blue Moon (Feat. 美延 of (G)I-DLE) |

### 合作單曲
- 2009年：Happy Bubble（與圭賢 、韩智敏合唱）
- 2017年：Perfect （Cadillac合作曲）
- 2025年：最好的朋友（與韋禮安合唱）

### 合輯
- 2010年：The 3rd Asia Tour Concert Album《Super Show 3》：I Wanna Love You
- 2012年：《熊貓小姐和刺蝟 OST》Please Don't

### 創作歌曲
- 李东海在韩国音乐著作权协会的编号为（W0805800）

| 姓名   | 登記名字 | 編號     | 歌曲列表 |
| ------ | -------- | -------- | -------- |
| 李東海 | 동해     | W0805800 | [ 14 ]   |

| 年份 | 曲目              | 演唱者                        | 備註                                                                                |
| 2010 | 像現在一樣        | 東海、厲旭                    | 電視劇《沒關係，爸爸的女兒》OST                                                     |
| 2010 | 強心臟logo song   | 東海                          | 韓國綜藝節目《強心臟》OST                                                           |
| 2011 | 深深打破logo song | 東海                          | 成員神童電台節目《神童的深深打破》OST                                               |
| 2012 | Promise           | 權順日（Urban Zakapa）        | 電視劇《熊貓小姐和刺猬》OST                                                         |
| 2013 | Still You         | Super Junior-D&E              |                                                                                     |
| 2013 |                   | 東海、始源                    | 《SMTown Week》東海、始源合作舞台                                                   |
| 2014 | Shirt             | Super Junior                  | Super Junior七輯《Mamacita》                                                        |
| 2014 | 1+1=Love          | 東海、銀赫                    | Super Junior世界巡迴演唱會《Super Show 6》                                          |
| 2015 | Growing Pains     | Super Junior-D&E              | Super Junior-D&E迷你一輯 《The Beat Goes On》                                       |
| 2015 | Mother            | Super Junior-D&E              | Super Junior-D&E迷你一輯 《The Beat Goes On》                                       |
| 2015 | Don't Wake Me Up  | 東海、銀赫                    | Super Junior出道10周年紀念專輯《Devil》                                             |
| 2015 | Alright           | Super Junior                  | Super Junior出道10周年紀念專輯《Devil》                                             |
| 2017 | One More Chance   | Super Junior                  | Super Junior八輯《Play》                                                            |
| 2017 | Perfect           | 東海                          | 與韓國 Cadillac 合作曲                                                              |
| 2018 | IF You            | Super Junior-D&E              | Super Junior-D&E張日語正規專輯《Style》                                             |
| 2018 | Sunrise           | Super Junior-D&E              | Super Junior-D&E張日語正規專輯《Style》                                             |
| 2019 | Danger            | Super Junior-D&E              | Super Junior-D&E迷你三輯 《Danger》                                                 |
| 2019 | Gloomy            | Super Junior-D&E              | Super Junior-D&E迷你三輯 《Danger》                                                 |
| 2020 | Harmony           | 東海                          | 東海個人首張數位單曲《Harmony》                                                     |
| 2020 | B.A.D             | Super Junior-D&E              | Super Junior-D&E第四張迷你特別專輯 《BAD LIAR》                                     |
| 2021 | California Love   | 東海 feat. JENO of NCT        | Super Junior-D&E 第一張正規韓語專輯 《Countdown》之 個人數位單曲《California Love》 |
| 2021 | Blue Moon         | 東海 feat. Miyeon of (G)I-dle | Super Junior-D&E 第一張正規韓語專輯 《Countdown》之 個人數位單曲《California Love》 |
| 2021 | ZERO              | 東海、銀赫                    | Super Junior-D&E 第一張正規韓語專輯 《Countdown》                                   |
| 2021 | Home              | 東海、銀赫                    | Super Junior-D&E 第一張正規韓語專輯 《Countdown》                                   |

| 年份 | 曲目                 | 演唱者                 | 備註                                                   |
| 2009 | Beautiful            | 東海                   | Super Junior亞洲巡迴演唱會《Super Show 2》東海獨唱歌曲 |
| 2011 | First Love／初戀     | 東海                   | Super Junior-D&E單曲《Oppa, Oppa》                     |
| 2011 | Only U               | As One (ft.東海(rap)   | As One單曲                                             |
| 2011 | Y                    | Super Junior           | Super Junior五輯《Mr. Simple》                         |
| 2012 | Haru                 | Super Junior           | Super Junior六輯C版《SPY》                             |
| 2012 | Loving you           | Super Junior-K.R.Y.    | 電視劇《熊貓小姐和刺蝟》OST                            |
| 2015 | 겨울애 (Winter Love) | Super Junior-D&E       | Super Junior十週年粉絲見面會＜Super Camp＞公開歌曲     |
| 2018 | 'Bout You            | Super Junior-D&E       | Super Junior-D&E迷你二輯《'Bout You》                  |
| 2018 | Lost                 | 東海                   | Super Junior-D&E迷你二輯《'Bout You》                  |
| 2018 | Victory              | Super Junior-D&E       | Super Junior-D&E迷你二輯《'Bout You》                  |
| 2018 | Lovelove             | 東海                   | 網路劇《Top Management》OST                            |
| 2020 | Rock Your Body       | 藝聲、銀赫、東海、厲旭 | Super Junior 九輯《Time Slip》後續《TIMELESS》         |
| 2023 | Cracked              | 東海                   | 電視劇 <Oh! 英心> OST                                  |

| 年份 | 曲目                   | 演唱者                 | 備註                                          |
| 2010 | A Short Journey / 旅行 | Super Junior           | Super Junior四輯《Bonamana 美人啊》           |
| 2011 | 這是愛                 | 東海 （ft.Henry(rap)） | 電視劇《華麗的挑戰》片尾曲                    |
| 2013 | Sweet Cake             | S.M.Rookies            | S.M.Rookies單曲                               |
| 2015 | Wonderland             | Super Junior-D&E       | Super Junior-D&E第一張日語迷你專輯《Present》 |
| 2019 | Old Movie              | 希澈                   | 希澈单曲《Old Movie》                         |
| 2020 | 愛が教えてくれたこと   | Super Junior           | Super Junior 日文迷你專輯《I Think U》        |

| 年份 | 曲目             | 演唱者                  | 備註                                          |
| 2007 | I Am             | Super Junior            | Super Junior二輯《Don't Don》                 |
| 2007 | Disco Drive      | Super Junior            | Super Junior二輯《Don't Don》                 |
| 2007 | Marry U          | Super Junior            | Super Junior二輯《Don't Don》                 |
| 2011 | Oops             | Super Junior（ft.f(x)） | Super Junior五輯《Mr. Simple》                |
| 2012 | Only U           | Super Junior            | Super Junior六輯C版《SPY》                    |
| 2015 | Love That I Need | Super Junior-D&E        | Super Junior-D&E迷你一輯 《The Beat Goes On》 |

## 媒体作品
历年参与的电影、电视剧、MV、综艺节目、电台、音乐舞台等参见。

## 獎項

### 大型頒獎禮獎項
| 年份 | 獎項                                |
| ---- | ----------------------------------- |
| 2013 | - 新加坡e樂大賞－人氣韓國電視演員獎 |

## 外部連結
- 東海的X（前Twitter）
- 東海的新浪微博
- 東海的Instagram帳戶
- 東海的Youtube頻道 （页面存档备份，存于）